# Dendrobates speciosus
Dendrobates speciosus (tên tiếng Anh: Splendid Poison Frog) là một loài ếch độc Dendrobatidae. Đây là loài đặc hữu của Panama. Môi trường sống tự nhiên của chúng là rừng ẩm vùng đất thấp nhiệt đới hoặc cận nhiệt đới và vùng núi ẩm nhiệt đới hoặc cận nhiệt đới.

## Tình trạng bảo tồn
Theo nhà các nghiên cứu Roberto Ibáñez và César Jaramillo, loài này đã tuyệt chủng trong vùng sinh sống bản địa của nó ở phía tây Panama.